# 의학 및 철학 박사
의학 및 철학 박사 (Doctorate of Medicine and of Philosophy, MD–PhD)는 의사-과학자를 위한 이중 박사 학위로, 의무 박사 학위(M.D.)의 전문 교육과 철학 박사 학위(Ph.D.)의 연구 전문 지식을 결합한다. 미국에서 가장 진보된 자격증이다. MD-JD 공동 학위와 같은 다른 이중 학위 프로그램도 존재한다. 그러나 JD 전문 학위와 MD는 모두 국제적으로 보편적으로 인정되지 않는다. 미국 국립보건원(National Institutes of Health)은 현재 50개의 의과대학에 등록금 및 수당을 통해 이들 기관의 MD-PhD 프로그램 학생들의 훈련을 지원하는 의학자 훈련 프로그램 보조금을 제공하고 있다. 이러한 프로그램은 경쟁이 치열한 경우가 많으며, 일부 프로그램에서는 학년당 2명의 학생만 입학을 허용한다. MD-PhD 입학자의 MCAT 점수와 GPA는 MD만 있는 입학자보다 높은 경우가 많다.

## 같이 보기
- 의무박사
- 법무박사
- 철학박사
- 의학 석사 (Master of Medicine)